# Kvinna från Tellus
Kvinna från Tellus är ett musikalbum från 1984 med den svenska sångerskan Py Bäckman, producerat av Mats Ronander.

## Låtförteckning
| Nr  | Titel                     | Låtskrivare | Längd |
| --- | ------------------------- | ----------- | ----- |
| 1.  | "Kvinna från Tellus"      | Py Bäckman  | 3:33  |
| 2.  | "Mörkrets vargar"         | Py Bäckman  | 3:53  |
| 3.  | "Då allting stannar till" | Py Bäckman  | 4:02  |
| 4.  | "Till prydnad"            | Py Bäckman, | 3:34  |
| 5.  | "Röd sammet"              | Py Bäckman  | 3:45  |
| 6.  | "Svindlande höjder"       | Py Bäckman, | 5:12  |
| 7.  | "Jones den förskräcklige" | Py Bäckman  | 4:35  |
| 8.  | "Kärlek eller kroppar"    | Py Bäckman  | 3:25  |
| 9.  | "Rebeckas gråt"           | Py Bäckman, | 3:43  |
| 10. | "Röd sammet (slutet)"     | Py Bäckman  | 1:56  |

## Listplaceringar
| Lista (1984-1985) | Topplacering |
| ----------------- | ------------ |
| Sverige           | 12           |